# Mohamed Ahmed (piłkarz)
Juma Mohamed Ahmed Ali Gharib (arab. محمد أحمد; ur. 16 kwietnia 1989 w Dubaju) – emiracki piłkarz występujący na pozycji obrońcy w drużynie Al-Ain.

## Kariera piłkarska
Mohamed Ahmed od początku kariery występował w barwach Al-Shabab. Po zakończeniu sezonu 2007/2008 świętował zdobycie tytułu mistrza kraju pomimo występu w zaledwie jednym meczu. W 2009 roku został powołany do kadry ZEA na Mistrzostwa Świata U-20 w piłce nożnej mężczyzn. Jego drużyna zajęła drugie miejsce w grupie, a w 1/8 finału wyeliminowała Wenezuelę, a Ahmed zdobył pierwszą bramkę dla drużyny. W 2011 zadebiutował w reprezentacji Zjednoczonych Emiratów Arabskich. W tym samym roku został powołany do kadry na Puchar Azji rozgrywany w Katarze. Jego drużyna zajęła ostatnie miejsce w grupie i nie awansowała do dalszej fazy. Przed sezonem 2012/2013 został zawodnikiem drużyny Al-Ain FC. Rok później zaliczył debiutanckie trafienie w kadrze, w meczu przeciwko Katarowi. Z drużyną Al-Ain zdobył mistrzostwo kraju jeszcze trzykrotnie. W grudniu 2018 roku zdobył bramkę w meczu Klubowych Mistrzostw Świata w Piłce Nożnej.